# My Mind Makes Noises
My Mind Makes Noises es el primer álbum de estudio de la banda británica de indie pop Pale Waves. Fue lanzado el 14 de septiembre de 2018 por Dirty Hit. El álbum fue grabado con la producción de Jonathan Gilmore y la producción adicional de Ciara Doran. George Daniel y Matty Healy de la banda británica The 1975 produjeron "Television Romance" y "There a Honey", aunque las canciones fueron remezcladas para su inclusión en el álbum.
El álbum debutó en el número ocho en la lista de álbumes del Reino Unido y en el número uno en la lista de álbumes Heatseekers de Billboard. El álbum recibió "críticas generalmente favorables" de los críticos tras su lanzamiento.

## Antecedentes y grabación
El 4 de enero de 2018, Heather Baron-Gracie anunció a través de Twitter que la banda había comenzado a grabar su álbum debut. Hablando con la BBC sobre el álbum debut de la banda, Heather Baron-Gracie habló sobre cómo se está formando el álbum y su tono más oscuro: "Las canciones que tenemos ahora están muy influenciadas por el romance. En el álbum estoy hablando de muchas de mis temas más oscuros. Hablo de muchas cosas que pasan en mi mente más que en mi corazón ". Hablando de una nueva canción en la que la banda había estado trabajando llamada "Noises", la baterista Ciara Doran se tatuó algunas de las letras que decían "mi mente hace ruidos". Dijeron en la entrevista de la BBC: "Es mi letra favorita. Es la canción más personal que ha escrito. Me encanta esa canción. Eso es todo sobre el mundo de Heather".
En una entrevista con Music Week el 15 de enero de 2018, Baron-Gracie habló sobre el próximo álbum: "mucha gente solo ha escuchado nuestras canciones pop, así que no puedo esperar para darles la otra cara de Pale Waves, que es súper oscuro y vulnerable. Estamos creciendo tan rápido, solo quiero mantener esa energía ".
El 2 de junio de 2018, la banda tuiteó "My Mind Makes Noises 2018", que en ese momento se asumió correctamente como el título del álbum. El 13 de junio de 2018, Baron-Gracie tuiteó "El álbum está terminado", lo que significa que la banda había terminado de grabar su álbum debut. El álbum fue producido por Jonathan Gilmore con la excepción de "Television Romance" y "There a Honey", que fueron producidos por George Daniel y Matthew Healy de The 1975. Ciara Doran proporcionó una producción adicional en todo el álbum con Gilmore ayudando a remezclar el dos pistas producidas con The 1975.

## Sencillos
El primer sencillo del álbum "There's a Honey" fue lanzado el 20 de febrero de 2017. Fue seguido por "Television Romance" el 16 de agosto de 2017. La canción fue relanzado el 10 de noviembre de 2017 junto con "Television Romance" como un edición limitada individual blanco doble cara A de 7".
"Kiss" fue lanzado como el tercer sencillo del álbum el 15 de mayo de 2018. La canción fue nombrada "Hottest Record in the World" el día del lanzamiento y obtuvo su estreno mundial en el programa Radio 1 de Annie Mac. Kiss también apareció en la lista B de Radio 1 en su lista de reproducción oficial durante julio de 2018. La canción se filtró por error en Spotify a principios del 27 de abril de 2017, pero fue eliminada poco después.
El cuarto sencillo "Noises" fue lanzado el 28 de junio de 2018 como descarga y a través de servicios de transmisión en línea.
El 24 de julio de 2018, la banda estrenó "Eighteen" en el programa Radio 1 de Annie Mac con el presentador nombrando la canción "Hottest Record in the World" para ese día. La banda también reveló que el álbum se llamaría My Mind Makes Noises, con el título tomado de la letra de la canción "Noises". El álbum fue lanzado el 14 de septiembre de 2018 a través de servicios de streaming y como descarga, también físicamente en casete, CD y disco de vinilo. Los primeros mil pedidos anticipados de la versión en vinilo del disco a través de la tienda Dirty Hit vinieron con una fotografía original exclusiva del archivo personal de la banda. "Eighteen" apareció en la lista A de Radio 1 en la lista de reproducción oficial de las estaciones en septiembre de 2018.

## Lista de canciones
Todas las canciones escritas y compuestas por Ciara Doran y Heather Baron-Gracie. 
| N.º | Título                                  | Producido(s)     | Duración |  |
| 1.  | «Eighteen»                              | Jonathan Gilmore | 3:00     |  |
| 2.  | «There's a Honey»                       | George Daniel    | 3:50     |  |
| 3.  | «Noises»                                | Gilmore          | 4:06     |  |
| 4.  | «Came in Close»                         | Gilmore          | 3:03     |  |
| 5.  | «Loveless Girl»                         | Gilmore          | 3:04     |  |
| 6.  | «Drive»                                 | Gilmore          | 4:14     |  |
| 7.  | «When Did I Lose It All?»               | Gilmore          | 3:57     |  |
| 8.  | «She»                                   | Gilmore          | 4:14     |  |
| 9.  | «One More Time»                         | Gilmore          | 2:39     |  |
| 10. | «Television Romance»                    | Daniel           | 3:24     |  |
| 11. | «Red»                                   | Gilmore          | 3:56     |  |
| 12. | «Kiss»                                  | Gilmore          | 3:10     |  |
| 13. | «Black»                                 | Gilmore          | 3:54     |  |
| 14. | «Karl (I Wonder What It's Like to Die)» | Gilmore          | 3:39     |  |

Bonus track (Japón)
| N.º | Título            | Duración |  |
| 15. | «The Tide» (Demo) | 3:13     |  |

## Posicionamiento en lista
| Lista (2018)                            | Posiciones |
| --------------------------------------- | ---------- |
| Irlanda (IRMA)                          | 61         |
| Japan Hot Albums (Billboard Japan)      | 63         |
| Escocia (Scottish Albums Chart)         | 8          |
| Reino Unido (UK Albums Chart)           | 8          |
| Reino Unido (UK Independent Albums)     | 1          |
| Estados Unidos (Top Heatseekers Albums) | 1          |

## Personal
- Heather Baron-Gracie - voz principal, guitarra rítmica
- Hugo Silvani - guitarra, teclados
- Charlie Wood - bajo, teclado
- Ciara Doran - batería